# MBTA Commuter Rail
| _ MBTA Commuter Rail Von den Commuter Rail-Linien bedientes Gebiet |                                          |
| Kurzzeichen                                                        | MBTA, MBTX                               |
| Einzugsgebiet                                                      | Östliches Massachusetts und Rhode Island |
| Betriebsaufnahme                                                   | 1973                                     |
| Spurweite                                                          | 1435 mm (Normalspur)                     |
| Länge des Schienennetzes                                           | 394 mi (634,1 km)                        |
| Firmensitz                                                         | Boston                                   |
| Website                                                            | www.mbta.com                             |
|                                                                    |                                          |

Das System der MBTA Commuter Rail umfasst mehrere Eisenbahnlinien im Schienenpersonennahverkehr der Massachusetts Bay Transportation Authority (MBTA) in den Bundesstaaten Massachusetts und Rhode Island der Vereinigten Staaten. Insbesondere wird die Metropolregion Greater Boston abgedeckt. Der Betrieb erfolgt seit dem 1. Juli 2014 durch Keolis Commuter Services.
Die Züge der MBTA Commuter Rail weisen nach der Long Island Rail Road (New York City), METRA (Chicago), Metro-North Railroad (New York City) und New Jersey Transit (New Jersey) – gemessen an den werktäglichen Fahrgastzahlen – mit 133.900 Fahrgästen pro Tag die fünfthöchste Auslastung in den Vereinigten Staaten auf. Die Linien verlaufen von Boston ausgehend südlich bis nach North Kingstown, nördlich bis nach Newburyport und westlich bis nach Worcester. In Boston bilden die Bahnhöfe Boston North Station und Boston South Station die Endstationen der Linien und bieten Anschluss an Züge der Amtrak sowie an örtliche Bus- und U-Bahn-Linien.

## Linienbetrieb

Liniennetzplan der MBTA Commuter Rail (2025)

Die folgenden Linien enden an der Boston South Station:
- Greenbush Line
- Old Colony Lines, bestehend aus
  - Kingston/Plymouth Line
  - Fall River/New Bedford Line
- Fairmount Line
- Providence/Stoughton Line
- Franklin/Foxboro Line
- Needham Line
- Framingham/Worcester Line

Die folgenden Linien enden an der Boston North Station:
- Fitchburg Line
- Lowell Line
- Haverhill Line
- Newburyport/Rockport Line

## Geschichte

### Konsolidierung unter der Kontrolle der MBTA

#### Boston & Maine Railroad
Die Beteiligung des Commonwealth of Massachusetts am Betrieb des öffentlichen Personennahverkehrs geht auf das Jahr 1967 zurück, als die Boston & Maine Railroad (B&M) bei der Interstate Commerce Commission beantragte, den gesamten Personenverkehr einzustellen. Daraufhin wurden alle Verbindungen nördlich der Staatsgrenze eingestellt, jedoch musste der Großteil des Personenverkehrs in Massachusetts aufgrund eines bilateralen Vertrags zwischen dem Bundesstaat und der Bahngesellschaft aufrechterhalten werden. Vor diesem Hintergrund begannen der Commonwealth und die MBTA mit dem Ankauf von Bahnstrecken und -linien der B&M, darunter die Lowell Line zwischen Somerville und Wilmington. 1970 beantragte die B&M schließlich Insolvenz und wurde unter Insolvenzverwaltung weiter betrieben.
Am 27. Dezember 1976 wurden die verbliebenen Anlagen und Wirtschaftsgüter des B&M-Personenverkehrs nahezu vollständig an die MBTA verkauft. Dazu zählten alle in Massachusetts gelegenen B&M-Bahnstrecken, die noch Personenverkehr aufwiesen, sowie eine Reihe von nur im Güterverkehr oder gar nicht genutzten Zweigstrecken. Die B&M behielt Streckennutzungsrechte für den Güterverkehr.
Im Auftrag der MBTA behielt die B&M weiterhin die Betriebsführung des Personenverkehrs mit eigenem Personal auf den an die MBTA verkauften Strecken.

#### New Haven Railroad
Die New York, New Haven and Hartford Railroad (NYNH&H), die lange Zeit den Großteil der an der Boston South Station haltenden Vorortzüge betrieben hatte, musste 1961 endgültig Insolvenz anmelden. Bereits zwei Jahre zuvor hatte sie den Personenverkehr der Old Colony-Linien im südöstlichen Teil des Bundesstaats eingestellt. Die Reste der NYNH&H wurden 1968 mit der Penn Central Transportation verschmolzen, die allerdings 1970 selbst Insolvenz anmelden musste. 1973 kaufte die MBTA den Großteil ihrer Linien, darunter die Providence/Stoughton Line, Franklin Line, Needham Line, Framingham/Worcester Line und Plymouth/Kingston Line. Die Penn Central ging 1976 in der Conrail auf, die den operativen Betrieb der südlichen Linien übernahm, wobei die MBTA Eigentümerin der materiellen Ausstattungen war. Die MBTA kaufte darüber hinaus die Fairmount Line, um dort wieder Personenverkehr durchzuführen und die damaligen Bauarbeiten am Southwest Corridor zu umfahren.

#### New York Central
Die Framingham/Worcester Line war ursprünglich Teil der Boston & Albany Railroad (B&A), die zunächst in die New York Central Railroad integriert wurde, die schließlich wiederum 1968 zeitgleich mit der NYNH&H in die Penn Central integriert wurde. Im Zuge der Erweiterung des Massachusetts Turnpike nach Boston in den 1960er Jahren wurde das Wegerecht der Linie auf dem Abschnitt zwischen der Massachusetts Route 128 und der Stadt Boston an die Massachusetts Turnpike Authority mit der Maßgabe verkauft, dass die New York Central die Kontrolle über die Bahnstrecke behielt. Conrail erbte die Linie als Rechtsnachfolgerin der Penn Central. 1976 wurde das Teilstück zwischen Riverside und Framingham an die MBTA verkauft.
Im September 2009 schloss die CSX Transportation als Nachfolgerin der Conrail mit dem Bundesstaat einen Vertrag über insgesamt 100 Millionen US-Dollar für den Verkauf der Gleise zwischen Framingham und Worcester sowie der gesamten Grand Junction Railroad inklusive aller Linien an den Staat. Ziel ist die Umsetzung des South-Coast-Rail-Projekts, um die Dienstleistungsqualität auf der Framingham/Worcester Line u. a. auch durch kürzere Taktzeiten zu verbessern. Nach lange andauernden Bauarbeiten und Verhandlungen wurde das Eigentum der Linie am 4. Oktober 2012 auf den Staat Massachusetts übertragen.

### Kooperation mit Subunternehmern
Mit dem Northeast Rail Service Act of 1981 wurde die Conrail dazu gezwungen, den operativen Betrieb ihrer Personenbeförderung an örtliche Verkehrsbehörden abzugeben. Die südlichen Linien gingen auf die Boston & Maine über, so dass zum ersten Mal in der Geschichte der gesamte Nahverkehr im Bostoner Umfeld von nur einer einzigen Gesellschaft abgedeckt wurde. Auch nach ihrer Insolvenz führte die B&M ihren Betrieb mit staatlicher Unterstützung in der Hoffnung fort, durch Umstrukturierungsmaßnahmen wieder profitabel arbeiten zu können. 1983 kaufte schließlich die neu gegründete Guilford Transportation Industries (GTI) die verbliebenen Vermögenswerte der B&M, ließ die Verträge mit dem Bundesstaat aber 1987 auslaufen, nachdem ein zweimonatiger Streik im Jahr 1986 einen Großteil der nördlichen Linien außer Betrieb gesetzt hatte.
Von 1987 bis 2003 betrieb die Amtrak den gesamten Nahverkehr um Boston. Die Beziehungen der Amtrak zur MBTA waren nie besonders gut, und sie gab kein neues Gebot ab, als die Verträge im Jahr 2003 ausliefen. Die beiden einzigen Gebote kamen von der Guilford Rail System und von der neu gegründeten Massachusetts Bay Commuter Railroad Company (MBCR), von denen die letztgenannte den Zuschlag erhielt und im Juli 2003 den operativen Betrieb von der Amtrak übernahm. Der Vertrag mit der MBCR lief im Juli 2008 aus, jedoch wurde eine bestehende Verlängerungsoption um 5 Jahre in zwei Phasen gezogen, so dass der Vertrag zunächst bis Juli 2011 und dann erneut bis Juli 2013 verlängert wurde. Mit der letzten Verlängerung wurde die Strafgebühr für Zugverspätungen von 100 auf 300 US-Dollar verdreifacht.
Der Betrieb erfolgte vom 1. Juli 2003 bis zum 30. Juni 2014 durch den Vertragspartner Massachusetts Bay Commuter Railroad Company (MBCR), einem Zusammenschluss der Unternehmen Veolia Transportation, Bombardier Transportation und Alternate Concepts. Das Konsortium erhielt in der Vergangenheit Verträge mit zwei bis fünf Jahren Laufzeit. Weitere Partner der MBTA sind die Bombardier Transportation als Hersteller der Schienenfahrzeuge und Waggons sowie Alternate Concepts als Betreiberin einiger Buslinien als Mehrheitseigentümerin der Paul Revere Transportation im Auftrag der MBTA.
Seit 1. Juli 2014 fährt Keolis Commuter Services die Leistungen. Der Verkehrsvertrag, der ursprünglich für acht Jahre abgeschlossen wurde und somit 2022 ausgelaufen wäre, wurde im Jahr 2020 bis 2026 und im Jahr 2024 bis 2027 verlängert. Die MBTA zahlte jährlich 400 Millionen US-Dollar an Keolis mit einer Preisanpassung von 2,5 % pro Jahr bis auf 407 Millionen Dollar im Jahr 2027, dazu gibt es Zahlungen von 5 Millionen Dollar für jedes der Jahre 2024 bis 2027. Es handelt sich um einen Bruttovertrag, bei dem das Erlösrisiko beim Besteller liegt und er den Dienstleister für definierte Leistungen bezahlt.

## Änderungen seit der Übernahme durch die MBTA

### Verbesserungen
Seit dem verantwortlichen Betrieb des Nahverkehrssystems durch die MBTA gab es viele positive Entwicklungen, welche die vorherige Unterstützung des Bundesstaates fortführten. Wesentliche Punkte beider Akteure sind im Folgenden aufgeführt.
- Der Staat Massachusetts war einer der ersten, der das Park-and-ride-Konzept unterstützte und entsprechende Gelder für den Bau der Route 128 Station an der Providence Line bereitstellte. Die Station wurde an einer Stelle errichtet, an der die radial verlaufende Bahnlinie die Massachusetts Route 128 quert. Sie wurde 1953 vom Präsidenten der New Haven Railroad Frederic C. Dumaine, Jr. eingeweiht und war nach ihrer Fertigstellung nicht viel mehr als ein großer Parkplatz neben den Gleisen.[15]
- Während der Bauarbeiten am Southwest Corridor in den 1980er Jahren wurden die Züge der Amtrak zwischen Boston und New York über die Gleise der Fairmount Line umgeleitet. Als Teil dieser Maßnahme erlaubte die MBTA, dass entlang dieser Linie Centralized traffic control (CTC) installiert wurde, was deren Signalkapazität stark vergrößerte.[3] Auch nach Abschluss der Bauarbeiten im Jahr 1987 wurde der Betrieb der Fairmount Line aufgrund des hohen Zuspruchs der Einwohner aus Dorchester und Roxbury aufrechterhalten. Es gibt Pläne für den Bau weiterer Zwischenstationen entlang der Strecke[16], von denen die erste (Talbot Ave) bereits am 12. November 2012 eröffnet werden konnte.[17]
- Die östliche Strecke der B&M führte ursprünglich über die Brücke am Merrimack River und nördlich bis nach Portsmouth in New Hampshire entlang der ehemaligen Eastern Railroad. Nach 1967 wurde der Fahrplan für die Strecke zwischen den Stationen Ipswich und Newburyport auf nur eine Fahrt pro Tag verkürzt und im April 1976 schließlich ganz eingestellt.[3] Gütertransporte über die Schiene erreichten Newbury bis 1984, jedoch wurde die Linie 1994 vollständig außer Betrieb genommen. Bereits am 26. Oktober 1998 wurde der Betrieb der Linie mit einem Zwischenhalt an der Station Rowley wieder aufgenommen.[18]
- Im Rahmen des Northeast Corridor Improvement Program II (NECIP II) wurde in den 1990er Jahren die Providence/Stoughton Line elektrifiziert, wozu staatliche Finanzmittel der Amtrak für das Projekt Acela Express verwendet wurden. Die MBTA betreibt auf dieser Linie allerdings keine elektrisch betriebenen Züge, da diese Schienenfahrzeuge auf anderen Linien nicht fahren könnten und damit nicht austauschbar wären.
- Bis zu einem gewissen Zeitpunkt reichte eine Linie der MBTA lediglich bis Framingham, einem etwa 20 mi (32,2 km) von Boston entfernten, an der Route 128 gelegenen Vorort. In den 1990er Jahren wurde diese Linie dann bis Worcester erweitert und damit die heutige Framingham/Worcester Line geschaffen.
- Ebenfalls in den 1990er Jahren investierte die MBTA in großem Umfang in das Nahverkehrssystem, indem sie den seit 1959 nicht in Betrieb befindlichen Zweig Old Colony der New Haven Railroad wieder für den Einsatz vorbereitete. Die beiden alten Linien der Old Colony Line wurden 1997 und die Greenbush Line 2007 wieder in Betrieb genommen.[3]
- Eine Vereinbarung zwischen der MBTA und dem Bundesstaat Rhode Island erlaubte es ihr in den späten 1990er Jahren, ihre Attleboro Line bis nach Providence zu erweitern. Mitte der 2000er Jahre wurde der Betrieb von zunächst lediglich Werktags auch auf das Wochenende ausgedehnt. Im Dezember 2010 folgte dann der weitere Ausbau bis zur Station T. F. Green Airport in Warwick, im April 2012 wurde die Linie noch einmal bis zur Station Wickford Junction in North Kingstown verlängert.[19] Seit 1981 ist dies die erste Anbindung an den Schienenpersonennahverkehr der Region südlich von Providence.[3]
- Eine als South Coast Rail bezeichnete Erweiterung von Lakeville über Taunton nach Fall River und New Bedford eröffnete die MBTA im März 2025. Die bis dahin als Middleborough/Lakeville Line bezeichnete Linie wurde in Fall River/New Bedford Line umbenannt. Die bisherige Endstation Middleborough/Lakeville wird nur noch von saisonalen Zügen bedient, eine neue Station Middleborough war eine von sechs neuen Stationen der Erweiterung.[20]

### Einschränkungen
Unter der Kontrolle der MBTA wurden neben den genannten Verbesserungen auch verschiedene Einschränkungen in Kraft gesetzt.
- Alle ehemaligen Liniendienste der B&M nördlich der Staatsgrenze wurden 1967 eingestellt, wobei es vom 28. Januar 1980 bis zum 1. März 1981 noch einmal einen kurzen, experimentellen Dienst gab.[3] In der Folge wurden Verlängerungen der Lowell Line nach Nashua, Manchester und Concord sowie der Haverhill Line nach Portland regelmäßig diskutiert. Im Jahr 2001 begann die Amtrak unter Federführung der Northern New England Passenger Rail Authority mit dem Betrieb des Downeaster zwischen der Boston North Station und Portland. Für die Erweiterung nach Nashua wird eine Angliederung an den beabsichtigten Ausbau der Interstate 93 in New Hampshire diskutiert.

- Am 10. Januar 1977 wurde der Betrieb der Linie Arlington-Lexington-Bedford eingestellt.[3] Der Ausbau der Red Line nach Alewife konnte die Linie immerhin bis West Cambridge ersetzen. Das ehemalige Gleisbett bildet heute den Minuteman Bikeway sowie einen Park in der Nähe des Davis Square in Somerville.

- Im Betrieb der B&M endete die Fitchburg Line in Ayer und wurde 1981 bis nach Gardner erweitert. 1986 wurde die Linie jedoch bis nach Fitchburg verkürzt, nachdem die parallel verlaufende Massachusetts Route 2 auf Autobahn-Standards aufgewertet wurde, was die Fahrzeiten zwischen den Städten signifikant verringerte.[3]

- Die B&M bot eine tägliche Verbindung nach South Sudbury an, das 19,7 mi (31,7 km) von Boston entfernt liegt. Diese wurde am 26. November 1971 eingestellt.[3]

## Fahrzeuge

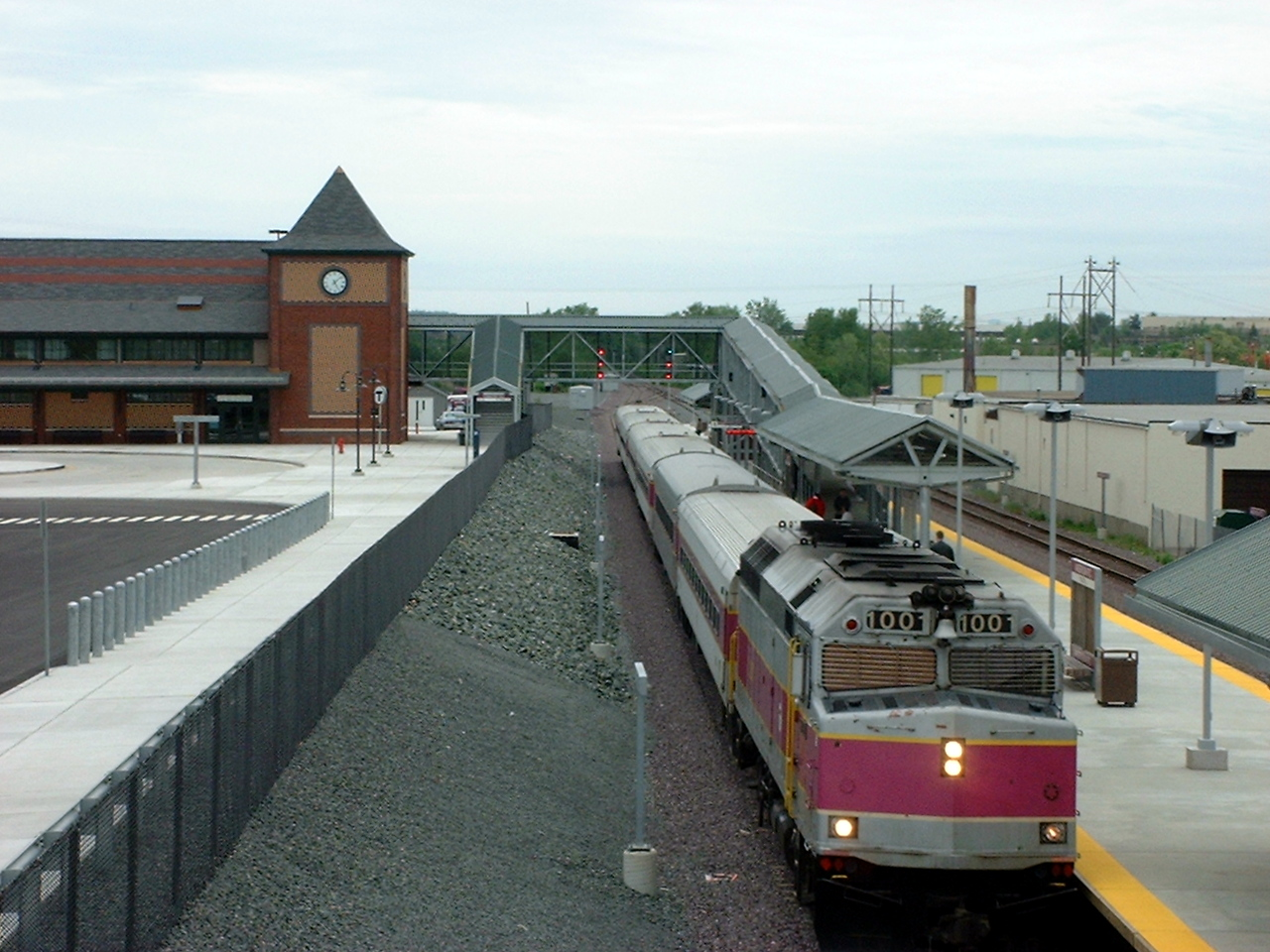
Typischer Zug mit einer Diesellokomotive und sechs Waggons am Anderson Regional Transportation Center

Alle Züge der MBTA Commuter Rail werden als Wendezug betrieben. Der Antrieb erfolgt über eine Diesellokomotive, am anderen Ende des Zugs befindet sich ein Steuerwagen. Die aktuell eingesetzte Flotte an Lokomotiven besteht sowohl aus Spezialanfertigungen für Reisezüge (wie bspw. die EMD F40PH) als auch aus Güterzuglokomotiven, die für den Einsatz mit Reisezügen umgerüstet wurden (wie bspw. die GMD GP40MC bzw. EMD GP40-2). Alle Lokomotiven für Reisezüge weisen Anschlüsse für Head end power (HEP) auf. Die Loks der MBTA wurden – mit Ausnahme einer in den späten 1950er Jahren gebauten EMD GP9 – zwischen 1978 und 2009 gebaut, wobei die beiden neuesten vom Typ NRE 3GS21B sind und abwechselnd eingesetzt werden.
Insgesamt kommen 420 Personenwaggons zum Einsatz, die in den Jahren 1978 bis 2005 gebaut wurden. 75 weitere Wagen wurden 2008 bei Hyundai Rotem bestellt. Die Waggons des Herstellers Kawasaki Heavy Industries sind – ebenso wie die Neubestellungen – Doppelstockwagen.
Ab 2028 ist auf der Fairmont Line der Einsatz von batterieelektrisch angetriebenen Zügen vorgesehen.

### Lokomotiven
Im Februar 2012 unterhielt die MBTA eine Flotte von 90 Diesellokomotiven, darunter fünf von MARC Train geleaste, eine in Reparatur und drei in Überholung befindliche. Weitere zwei Loks standen zwar zur Verfügung, waren aber nicht im Betrieb eingesetzt. 20 neue Loks wurden bestellt.
| Baujahr   | Hersteller                       | Modell        | Nummern            | Anmerkungen | Bild |
| --------- | -------------------------------- | ------------- | ------------------ | --- | ---- |
| 2009      | Wabtec (MPI)                     | MPI MPXpress  | 010, 011           | Vom FrontRunner der Utah Transit Authority erworben. |      |
| 1995      | MK                               | GP40WH-2      | 51, 59, 61, 66, 67 | Ehemalige Loks von MARC Train, die auf monatlicher Basis von MotivePower Industries geleast wurden. Ende 2012 wurden alle Lokomotiven dieses Typs aufgrund fortwährender Probleme außer Betrieb gesetzt. |      |
| 1957–1960 | Electro-Motive Diesel (EMD)      | EMD GP9       | 902, 904           | Nicht im Einsatz vor Reisezügen; Nr. 902 ist nicht funktionsfähig. |      |
| 1978–1980 | EMD                              | EMD F40PH     | 1000 bis 1017      | Durch Bombardier Transportation von 1989 bis 1990 überholt. Nr. 1016 ist nicht funktionsfähig. |      |
| 1991–1993 | Washington Group International   | M-K F40PHM-2C | 1025 bis 1036      | Durch Wabtec von 2003 bis 2004 überholt. |      |
| 1987–1988 | EMD                              | EMD F40PH-2C  | 1050 bis 1075      | Durch Wabtec von 2001 bis 2003 überholt. Nr. 1073 wurde 1990 nach einer Kollision verschrottet. |      |
| 1973–1975 | General Motors Diesel (GMD)      | GMD GP40MC    | 1115 bis 1139      | Durch AMF im Jahr 1997 überholt. |      |
| 2013–2014 | Wabtec                           | MPI HSP46     | 2000 bis 2039      | |      |
| 1971      | EMD                              | EMD GP40      | 3247               | Nicht im Einsatz vor Reisezügen. |      |
|           | National Railway Equipment (NRE) | NRE 3GS21B    | 3248 und 3249      | Nicht im Einsatz vor Reisezügen. |      |

### Waggons
Im Januar 2013 unterhielt die MBTA 410 Waggons und hatte 75 neue bestellt. Die Waggons, deren Kennzeichnung mit „BTC“ beginnt, sind herkömmliche Wagen, während das Kennzeichen „CTC“ auf einen Steuerwagen hinweist.
| Baujahr       | Hersteller                       | Modell | Kennzeichnung | Sitze | Anmerkungen | Bild |
| ------------- | -------------------------------- | ------ | ------------- | ----- | --- | ---- |
| 1978 bis 1979 | Pullman Company                  | BTC-1C | 200 bis 258   | 114   | Die Wagen 203 und 215 wurden ausgemustert. Überholung von 1995 bis 96.                                                                |      |
| 1987          | Bombardier Transportation        | BTC-1A | 350 bis 389   | 127   | |      |
| 1987 bis 1988 | Messerschmitt-Bölkow-Blohm (MBB) | BTC-3  | 500 bis 532   | 86    | Die Waggons sind – gemeinsam mit ihren CTC-Gegenstücken – die einzigen Schienenfahrzeuge, die von MBB produziert wurden.              |      |
| 1987 bis 1988 | MBB                              | CTC-3  | 1500 bis 1533 | 96    | |      |
| 1989 bis 1990 | Bombardier                       | BTC-1B | 600 bis 653   | 122   | |      |
| 1989 bis 1990 | Bombardier                       | CTC-1B | 1600 bis 1652 | 122   | Wagen 1648 wurde ausgemustert. Die Führerstände der Wagen 1600 bis 1624 wurden deaktiviert, so dass sie nun als „BTC“ geführt werden. |      |
| 1990 bis 1991 | Kawasaki Heavy Industries        | BTC-4  | 700 bis 749   | 185   | |      |
| 1990 bis 1991 | Kawasaki                         | CTC-4  | 1700 bis 1724 | 175   | |      |
| 1997          | Kawasaki                         | BTC-4A | 750 bis 766   | 182   | |      |
| 2001          | Kawasaki                         | BTC-4B | 767 bis 781   | 182   | |      |
| 2005          | Kawasaki                         | BTC-4C | 900 bis 932   | 178   | |      |
| 2012          | Hyundai Rotem                    | BTC-5  | 800 bis 846   | 179   | 47 Wagen wurden für 2012 bestellt, die ersten Wagen konnten im November 2012 getestet werden.                                         |      |
| 2012          | Hyundai Rotem                    | CTC-5  | 1800 bis 1827 | 173   | 28 Wagen wurden für 2012 bestellt. |      |

### Ausgemusterte Fahrzeuge
Mit der Übernahme des Schienenpersonennahverkehrs durch den Staat Massachusetts in den 1970er Jahren gelangten auch verschiedene Fahrzeuge in den Besitz der neuen Eigentümer, die keinen üblichen Standards entsprachen. Dazu zählten unter anderem:
- Mehr als 86 Triebwagen des Typs Budd Rail Diesel Car der Budd Company vorwiegend aus den Beständen der B&M, New Haven Railroad und SEPTA. Die Triebwagen wurden in den 1970er Jahren durch das Unternehmen Morrison Knudsen in herkömmliche Waggons umgebaut, die von Lokomotiven gezogen werden mussten.[28] In den 1980er Jahren wurde die gesamte Flotte dann durch konventionelle Wagen ersetzt.[24] Einige dieser Einheiten werden heute noch von der Grand Canyon Railway und der Hobo Railroad eingesetzt. Zwei aufgegebene Wagen stehen auf einem nicht mehr benutzten Gleis in der Nähe der Boston North Station.
- Zwischen 1978 und 1980 erwarb die MBTA 19 überholte Loks des Typs EMD FP10, die in den 1990er Jahren an die Metro North Railroad übergeben wurden.[28] Ebenso kamen sechs Loks des Typs EMD GP-9 zum Einsatz, die 1987 von der SEMTA erworben wurden und von denen bis heute die Nr. 904 als Arbeitslok im Einsatz ist.
- Ehemalige Wagen der GO Transit wurden zur Überbrückung des Zeitraums bis zur Auslieferung der CTC-1/BTC-1-Bestellung eingesetzt.
- Von 2002 bis 2004 leaste die MBTA einige ausgemusterte F40PH von der Amtrak für den Zeitraum der Überholung der betriebseigenen F40PHM-2C-Loks.

### Dienstleistungen
- In allen Zügen steht seit 2008 kostenfreies WLAN zur Verfügung.
- Der Zug zum Skigebiet am Mount Wachusett verfügt über Sonderausstattung zum Transport von Ski und Snowboards.[29]
- Toiletten befinden sich in den MBB-Wagen, die üblicherweise direkt hinter der Lokomotive angehängt sind, sowie in den BTC-4C Kawasaki-Wagen.

## Fahrpreise

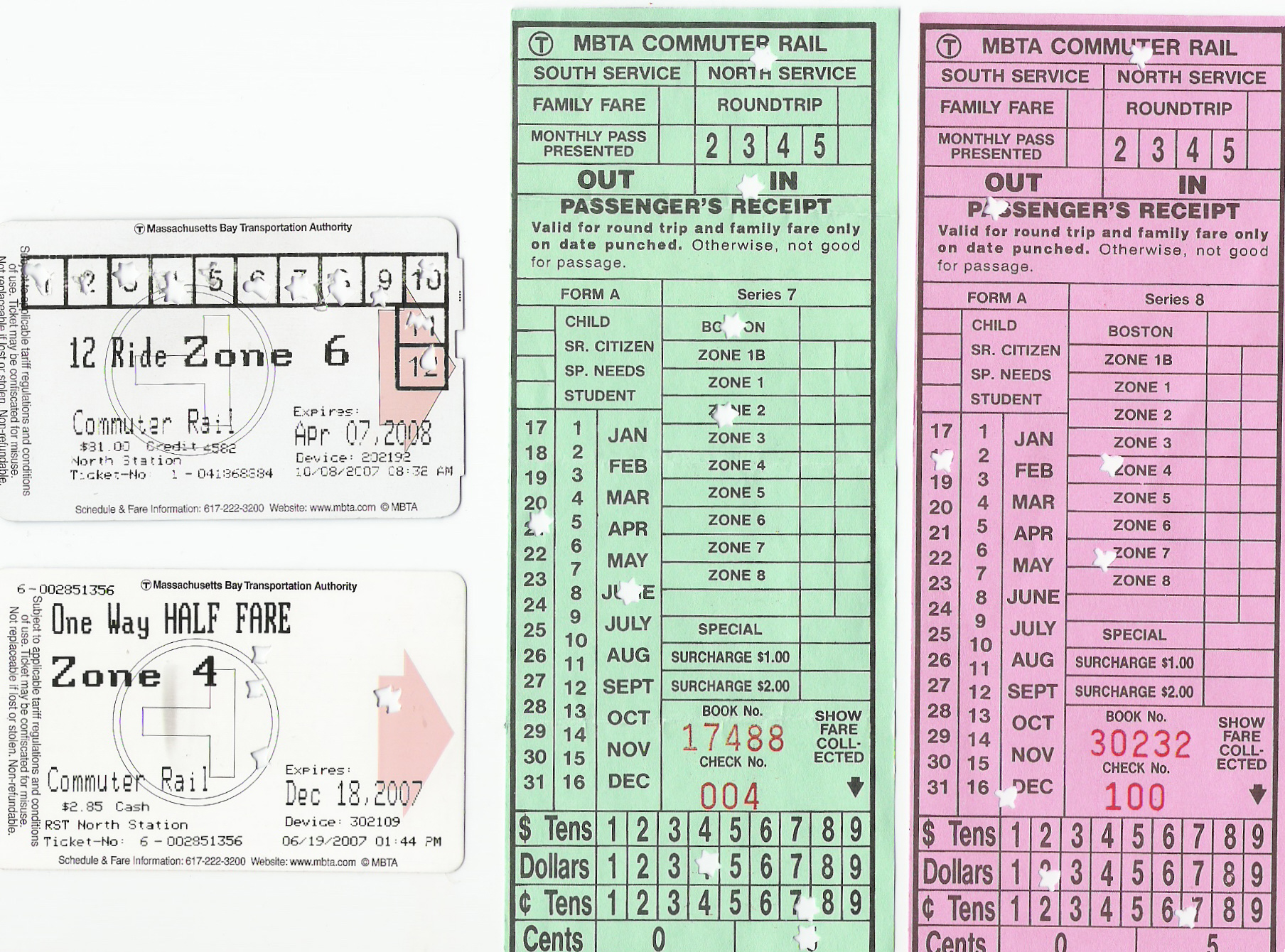
Fahrscheine der MBTA Commuter Rail

Die Fahrpreise der MBTA Commuter Rail basieren auf einem Zonensystem, das in Bezug auf die Entfernung zum Bostoner Stadtzentrum aufgebaut ist. Insgesamt gibt es zehn Zonen mit den Nummern 1 bis 10 sowie zusätzlich die Zone 1A. Die Zone 1A liegt direkt am Stadtzentrum, während die Zone 10 die äußersten Grenzen des Commuter Rail-Systems abbildet. Die Bepreisung geht dabei von der Annahme aus, dass der Fahrgast entweder in das Stadtzentrum oder aus diesem in entferntere Gebiete fahren möchte, da dies insbesondere bei Berufspendlern der Regelfall ist. Daher steigt der Preis mit der Anzahl der betroffenen Zonen kontinuierlich an, so dass eine Fahrt von 1A bis 10 die teuerste Variante darstellt. Für den Fall, dass weder Start noch Ziel der Fahrt im Stadtzentrum liegen, wurden sog. „Interzone Fares“ eingeführt, deren Höhe ebenfalls auf der Anzahl durchfahrener Zonen basiert.
Fahrkarten können an entsprechenden Automaten an größeren Stationen sowie an kleineren Haltepunkten in nahegelegenen Geschäften erworben werden. Die Beförderungsgebühren können auch direkt beim Zugpersonal bezahlt werden. Beförderungserschleichung ist zwar explizit illegal, aber nicht kriminell.

## Fahrbetrieb

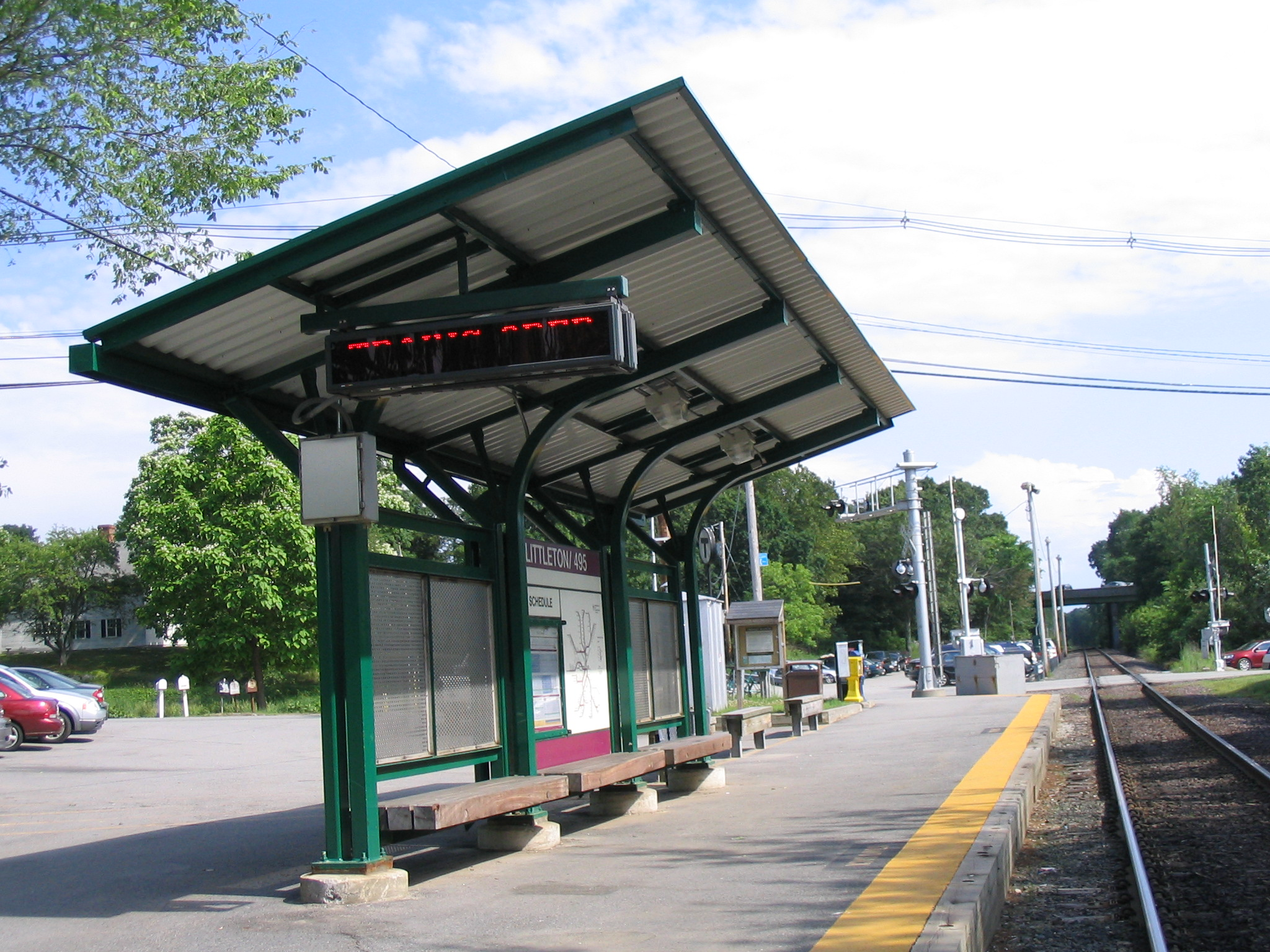
Die Station Littleton/Route 495 Littleton

Wie die meisten Nahverkehrsgesellschaften der nordöstlichen Bundesstaaten der USA gehört die MBTA zum Northeast Operating Rules Advisory Committee (NORAC) und arbeitet auf der Basis der von diesem Gremium entwickelten Richtlinien. Der größte Teil der Strecken der MBTA Commuter Rail fällt unter die NORAC-Regel 251, d. h. die Signale sind so ausgeführt, dass nur eine Fahrtrichtung möglich ist. Während der 1990er Jahre wurden Teile des Netzes wie bspw. die Framingham/Worcester Line so umgerüstet, dass sie gemäß NORAC-Regel 261 auf beiden Gleisen in beide Richtungen befahren und so während der Hauptverkehrszeit beide Gleise in dieselbe Fahrtrichtung genutzt werden können.
Jeder Zug ist so aufgebaut, dass der Steuerwagen in Richtung des jeweiligen Bostoner Endbahnhofs zeigt und sich die Lokomotive am gegenüberliegenden Zugende befindet. Jeder Zug verfügt über einen „ADA“-Wagen (benannt nach dem Americans with Disabilities Act), der für gehbehinderte Personen besonders ausgerüstet ist. Dieser befindet sich bei den von der Boston North Station abgehenden Zügen direkt hinter der Lokomotive und erlaubt einen niveaugleichen Zugang an allen Stationen. Bei den von der Boston South Station abgehenden Zügen dient stattdessen der Steuerwagen als „ADA“-Wagen.
Je nach Station können die Reisenden ebenerdig aussteigen oder müssen ausfahrende Treppenstufen der Waggons nutzen.

## Geplante Erweiterungen

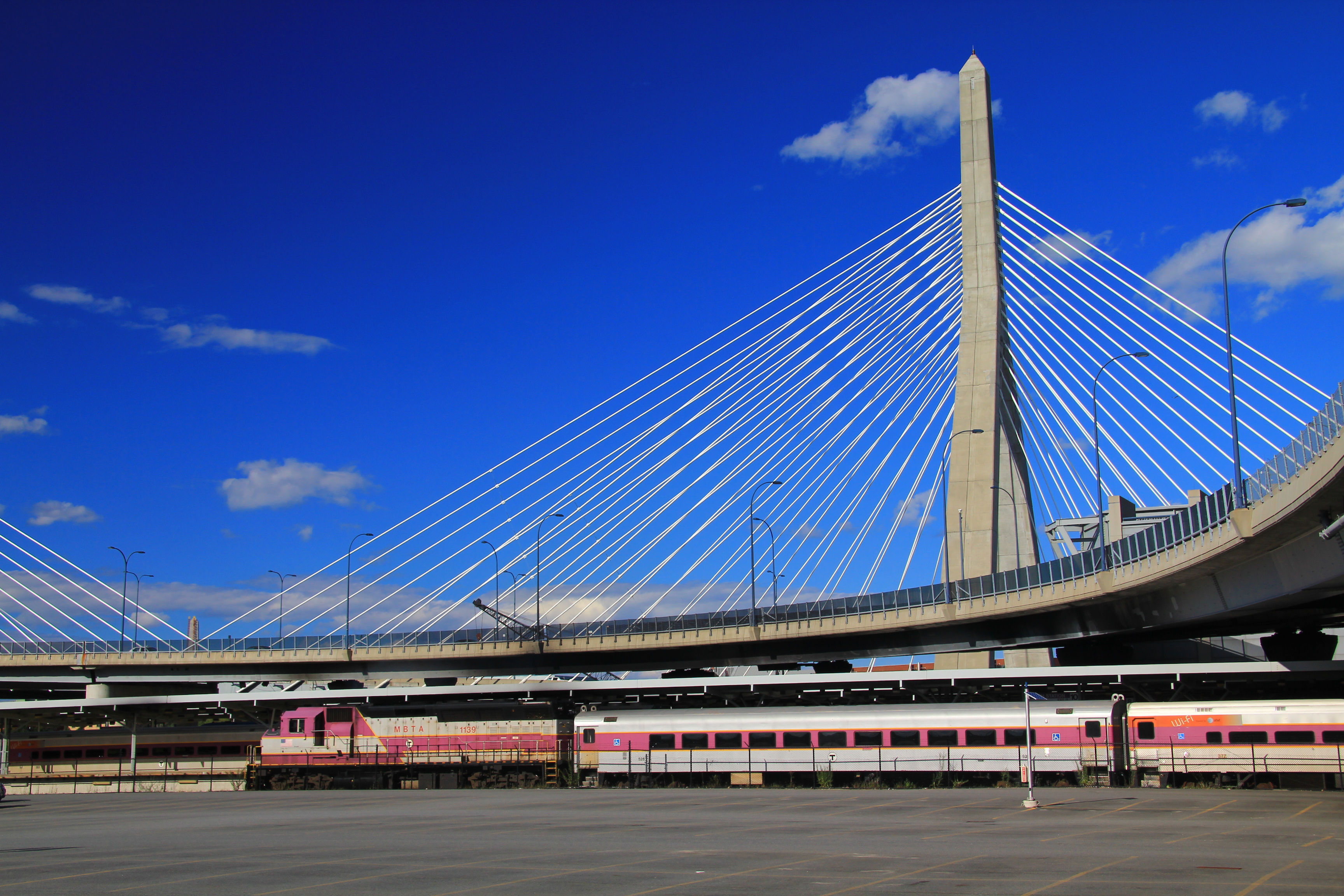
Die Leverett Circle Connector Bridge führt über die Bahnsteige der Boston North Station hinweg. Im Hintergrund ist die Leonard P. Zakim Bunker Hill Memorial Bridge zu sehen.

### Von derBoston South Stationabgehende Linien
Eine als South Coast Rail bezeichnete Erweiterung eröffnete die MBTA im März 2025, die bis dahin als Middleborough/Lakeville Line bezeichnete Linie wurde in Fall River/New Bedford Line umbenannt. Ein weiterer Ausbau mit einer direkteren Verbindung von Boston nach Fall River über die Stoughton Line und neuen Stationen bleibt mit Stand 2025 in Planung. Kritiker hatten die Wirtschaftlichkeit der Ausbaustrecke bezweifelt.
Im September 2010 veröffentlichte die MBTA eine Machbarkeitsanalyse zu einem regulären Ausbau der Franklin Line zur Station in Foxborough, die momentan nur bei besonderen Veranstaltungen im Gillette Stadium angefahren wird.
Am 23. April 2012 wurde die Erweiterung der Providence Line nach Wickford Junction in North Kingstown (Rhode Island) in Betrieb genommen. Das Rhode Island Department of Transportation untersucht darüber hinaus die Machbarkeit der Anbindung von bestehenden Bahnhöfen der Amtrak in Kingston und Westerly sowie den Bau neuer Stationen in Cranston, East Greenwich und Davisville. Bereits gewährt wurden Bundesmittel für die vorbereitende Planung einer neuen Station in Pawtucket.
Zum 1. Juli 2013 wurden auf der Fairmount Line zwei neue Haltepunkte (Four Corners/Geneva Avenue und Newmarket) in Betrieb genommen. Sie dienen der besseren verkehrlichen Erschließung des Bostoner Stadtteils Dorchester. Außerdem wurden in diesem Zuge die Fahrpreise für die Linie denen der U-Bahnen angeglichen.
Weiterhin gibt es Vorschläge zum Ausbau der Old Colony Lines nach Wareham bzw. Buzzards Bay.

### Von derBoston North Stationabgehende Linien
Am 18. Oktober 2010 begann die MBTA mit den Bauarbeiten an der Erweiterung der Fitchburg Line um 4,5 mi (7,2 km) bis zur neuen Station Wachusett. Der Ausbau ist Teil eines größeren Projekts, zu dem auch der Ausbau bestehender Stationen sowie die Erweiterung eines eingleisigen Abschnitts auf zwei Gleise gehört. Dadurch soll die Fahrzeit zwischen Boston und Fitchburg auf etwa eine Stunde reduziert werden. Die Arbeiten wurden durch Gelder aus dem Transportation Investment Generating Economic Recovery (TIGER)-Programm in Höhe von 55,5 Millionen US-Dollar finanziert.
Es wird darüber nachgedacht, eine weitere Station im südlichen Salem zu errichten, um die Anbindung an die Salem State University zu verbessern. Weiterhin sind Ausbaustrecken nach Peabody und Danvers vorgesehen.
Der ehemalige Minister für Verkehrswesen von Massachusetts, James Aloisi, sprach sich dafür aus, das Netz von Worcester über Clinton und Ayer bis zur Boston North Station auszubauen. Dazu könnte die alte Strecke der Worcester, Nashua and Rochester Railroad genutzt werden, die sich 2009 im Eigentum der Pan Am Railways befand.
Der Bundesstaat New Hampshire richtete die New Hampshire Rail Transit Authority ein und stellte Finanzmittel zur Errichtung von Bahnsteigen in Nashua und Manchester zur Verfügung.
Laut einem Zeitungsartikel verhandelt der Staat Massachusetts über den Kauf von Land, um die Haverhill Line bis nach Plaistow zu verlängern.

### Verbindung zwischen nördlicher und südlicher Strecke
Es existiert momentan keine direkte Verbindung zwischen der Boston North Station und der Boston South Station. Um von einem Bahnhof zum anderen zu gelangen, müssen die Fahrgäste entweder die U-Bahn nehmen oder in den Straßenverkehr ausweichen. Während die Fahrgäste der Linien Providence/Stoughton, Framingham/Worcester, Franklin und Needham die North Station von der Station Back Bay aus mit der Orange Line und Fahrgäste der Linie Fitchburg die South Station von der Station Porter aus mit der Red Line direkt erreichen können, müssen die Fahrgäste der anderen Linien entweder an der Station Park Street oder Downtown Crossing in die jeweils zum Ziel führende U-Bahn umsteigen.
Der geplante North–South Rail Link soll beide Hälften des Commuter Rail-Systems miteinander verbinden, jedoch zog der Staat Massachusetts im Jahr 2006 angesichts der hohen Kosten seine finanzielle Beteiligung an dem Vorhaben zurück. Für den Transfer von Schienenfahrzeugen zwischen den beiden Bereichen nutzen die MBTA und die Amtrak die Gleise der Bahnstrecke East Boston–Allston.

## Güterverkehr

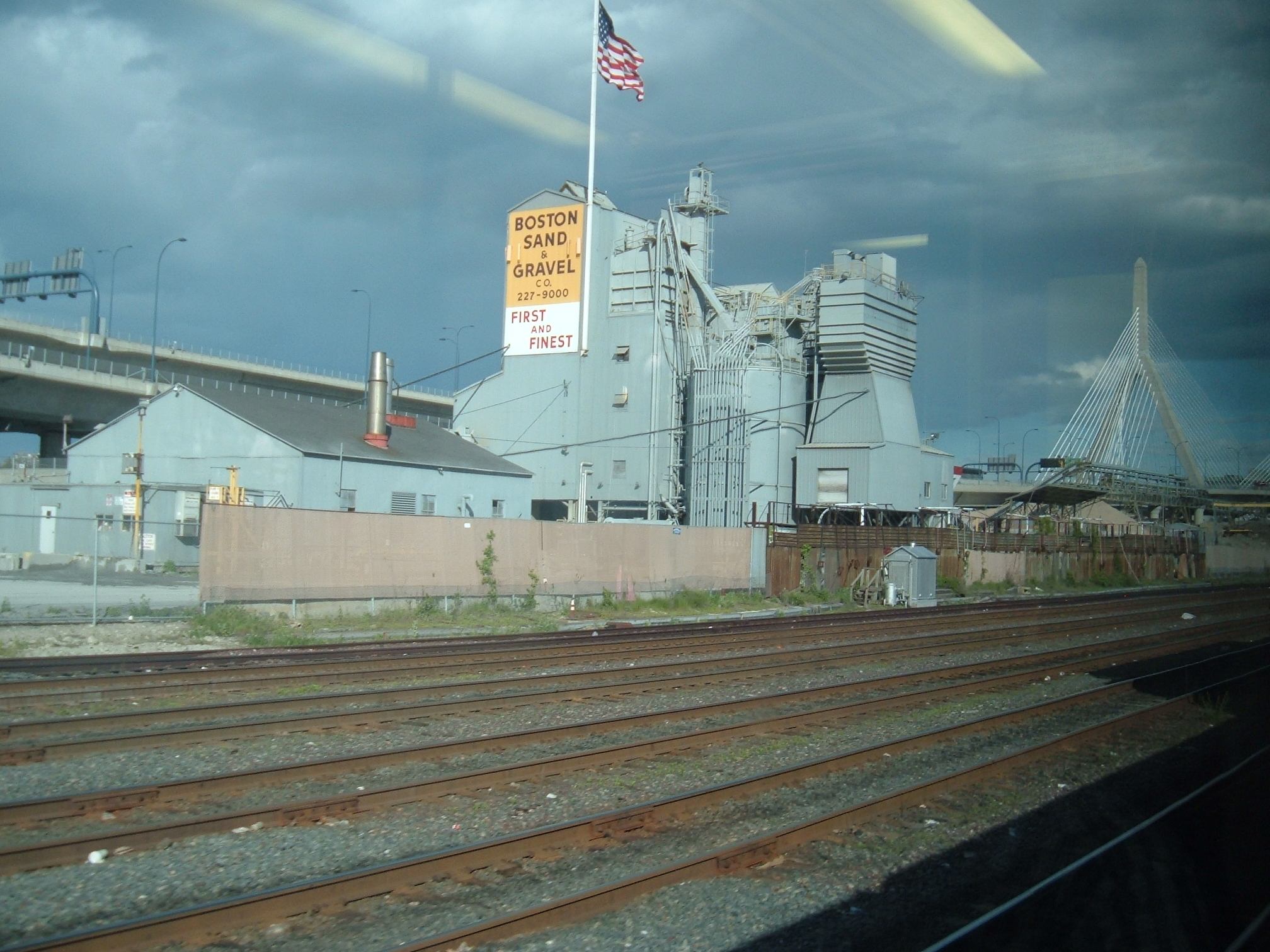
Das Unternehmen Boston Sand and Gravel mit vorbeiführenden Gleisen aus einem Zug der MBTA fotografiert.

### Nördliches Streckennetz
Im Rahmen der Vertragsbedingungen erhielt die Pan Am Railways als Nachfolgerin der B&M ein „unbefristetes und exklusives“ Nutzungsrecht der Schienenwege für den Güterverkehr, welches sie auch wahrnimmt.
Das Unternehmen Boston Sand & Gravel hat mit der Pan Am eine Vereinbarung geschlossen, damit Züge der New Hampshire Northcoast die Gleise von Conway bis nördlich der Boston North Station nutzen können, wo sich an der Grenze zwischen Boston und Cambridge ein Werk des Unternehmens befindet. Hin und wieder wird auch die Strecke der Fitchburg Line durch einen Zug der Norfolk Southern Railway genutzt, um ein Kraftwerk in Bow mit Kohle zu versorgen.

### Südliches Streckennetz
Die CSX Transportation (CSXT) besitzt die Rechte über einen Großteil des Gebiets der ehemaligen New Haven Railroad. In begrenztem Umfang bietet auch die Providence & Worcester Railroad Dienste über die Providence Line an, die vorwiegend von Central Falls durch Providence bis nach New Haven führen. Daneben nutzt die Bay Colony Railroad einige Linien für begrenzten Güterverkehr.
Die CSXT stellt über die Worcester Line Angebote für intermodale Verkehre sowie Auto- und Stückguttransporte bereit.